# Verrijzeniskerk (Koersk)
De Verrijzeniskerk (Russisch: Воскресенская церковь, Voskresenskaja tserkov) is een Russisch-orthodox kerkgebouw op het gebied van het Klooster van het Teken in de Russische stad Koersk. Direct naast de kerk staat ten noordwesten de Kathedraal van het Teken.

## Geschiedenis
De in eclectische stijl en met rode bakstenen gebouwde kerk werd in 1875 voltooid. Het gebouw verving de oude, wegens bouwvalligheid reeds in 1788 afgebroken, Verrijzeniskathedraal.
Als een van de eerste kerken in Koersk werd de Verrijzeniskerk in 1923 door de bolsjewistische autoriteiten gesloten. In de voormalige kerk werden archieven van de overheid gehuisvest. Na de Tweede Wereldoorlog werd het gebouw als opslagplaats in gebruik genomen door een fabrikant in elektrotechniek.
De regionale overheid besloot in 1997 dat de fabriek het voormalige kerkgebouw terug moest geven aan de Russisch-orthodoxe Kerk. In 2003 vond de uiteindelijke overdracht plaats.
In 2006 werd een nieuwe koepel met een diameter van 17 meter en een gewicht van 20 ton op de kerk geplaatst ter vervanging van een lelijk dak. De koepel was een geschenk van het elektronicabedrijf "Elektroapparat", het bedrijf dat in 2003 het gebouw overdroeg aan het bisdom. De restauratie van het vernietigde kerkinterieur is nog niet afgerond.